# Yakuza 2
Yakuza 2 — пригодницька відеогра, розроблена та видана компанією Sega для PlayStation 2. Продовження Yakuza (2005) і друга частина однойменної серії. Гра була випущена у грудні 2006 року в Японії і у вересні 2008 року в Північній Америці, Європі та Австралії. Ремастер оригінальної Yakuza та Yakuza 2 під назвою Ryū Ga Gotoku 1&2 HD Edition вийшов в Японії на PlayStation 3 у листопаді 2012 року та Wii U у серпні 2013 року. Повноцінний ремейк, Yakuza Kiwami 2, був випущений для PlayStation 4 у 2017 році та портований на Microsoft Windows у 2019 році.
Yakuza 2 була позитивно сприйнята критиками. Рецензенти високо оцінили презентацію та бойову систему, яка, у порівнянні з оригінальною грою, зазнала ряду покращень. І хоча Yakuza 2 стала третьою найбільш продаваною у Японії грою для PlayStation 2 у рік свого виходу, на Заході вона повністю провалилась, продавшись всього 40 тис копій. Такий комерційний провал обумовлений скоріше всього тим, що західний реліз відбувся мало того, що двома роками пізніше японського, так ще і у самому кінці життєвого циклу PS2, коли ця консоль вже втратила актуальність для більшості користувачів.

## Ігровий процес
Геймплей Yakuza 2 залишився практично ідентичним оригінальній грі, за винятком розширеного арсеналу анімацій ефектних добивань ворогів та збільшення кількості міні-ігор. Це пригодницька гра у жанрі побий усіх з відкритим світом і видом від третьої особи з фіксованою камерою, де гравець управляє Казумою Кірію. Під час бою гравцю доступна певна кількість бойових прийомів, для виконання яких необхідна заповнена шкала адреналіну. Він накопичується звичайними атаками як голіруч, так і імпровізованою зброєю, яка трапляється Кірію у всіх ігрових локаціях, як то велосипеди, дорожні знаки або ресторанні вивіски. У грі також присутні рольові елементи. З досвідом, отриманим в бою, гравець може покращувати атрибути Кірію і збільшувати його бойові можливості та виконувати ефектні добивання. Під час боїв у Yakuza 2 широко використовується QTE. Гравці можуть вільно пересуватися ігровим світом, взаємодіяти з іншими персонажами, щоб отримати побічні завдання, битися з ворогами, або грати в міні-ігри, які розкидані по всьому ігровому світу. Перемога над ворогами та деякі міні-ігри приносять гравцю ігрову валюту, яку він може витратити на лікувальні предмети або спорядження. В нагороду за виконання побічного квесту Кірію отримує визначену кількість досвіду та гроші або унікальні внутрішньоігрові предмети.

## Сюжет

### Сетинг
Сюжет Yakuza 2 розгортається через рік після подій першої частини і є її прямим продовженням. Дія гри відбувається в Камурочо́, вигаданому, але реалістичному відтворенні кварталу червоних ліхтарів Шінджюку, та Со́тенборі, вигаданому районі Осаки, заснованих на Кабукічо та Дотонборі відповідно.
Через рік після подій у Міленіум Товер, Казума Кірію (Такая Курода) знову виявляється втягнутим у конфлікт між Кланом Тоджо і Альянсом Омі, суперницькою організацією якуза з Осаки. Юкіо Тераду (Ґо Шиномія), п'ятого голову клану Тоджо, вбито. Кірію, відомий в злочинному світі як Дракон Доджими, має вирушити до Сотенборі в Осаці, щоб спробувати домовитися про мир між ворогуючими кланами, але Рюджи Ґода (Масамі Івасакі), відомий як Дракон Кансай, не зупиниться ні перед чим, щоб розв'язати війну між двома кланами. 
Синопсис
У грудні 2006 року у мирному житті Кірію та Харуки (Куґімія Ріе) з'являється голова клану Тоджо, Юкіо Терада. Він розказує, що після минулорічних подій з втратою ¥10 млрд та боротьби всередині клану за крісло голови, клан Тоджо близький до розпаду. Їхній суперник з Осаки, Альянс Омі (до якого колись належав сам Терада), готується до війни проти них і Терада благає Кірію допомогти укласти мир з Омі. Спочатку Кірію відмовляється, але змінює свою думку після того, як на них нападають вбивці з підпорядкованого Омі Клану Ґо-Рю і смертельно ранять Тераду. Після зустрічі з офіцерами Тоджо, Кірію звертається за допомогою до людини, яка, на його думку, має стати наступним головою: сина вбитого десять років тому Сохея Доджими, Дайґо Доджими (Сатоші Токушіґе), котрий вже кілька років як покинув Тоджо. Зрештою, Кірію переконує Дайґо повернутися у клан та супроводжувати його на зустрічі з Омі.
У штаб-квартирі Омі Кірію і Дайґо зустрічаються з головою Альянсу Омі, Джином Ґодою (Масуо Амада), його заступником і колишнім учнем Теради, Рьо Такашимою (Хіроші Тачі), а також Тораносуке Сенґоку (Тадахіса Сайзен), патріархом найбагатшої родини Омі. Хоча мирні переговори спочатку проходять успішно, офіцер клану, Рюджи Ґода зі своїми головорізами вриваються у будівлю і влаштовують переворот. Бій зупиняє прибуття взводу поліції на чолі з Каору Саямою (Ю Дайкі), якій доручили забезпечити безпеку Кірію під час його перебування в регіоні. Кірію і Саяма дізнаються, що Такашима і Сенґоку замовили їх вбивство, а Дайґо і Джин Ґода викрадені. Кірію повертається до Камурочо і незважаючи, що цей регіон не підпадає під юрисдикцію Саями, вона вирушає з ним, бо за її інформацією клан Тоджо має інформацію щодо її біологічних батьків.
У Токіо Кірію зустрічається з лідерами Тоджо. Побоюючись, що війна може бути неминучою, Кірію пропонує звернутися по допомогу до Ґоро Маджіми (Хіденарі Уґакі), колишнього капітана організації якудза, що вже покинув клан Тоджо через сутички з Терадою. Відтоді Ґоро створив власну організацію, тож його допомога може забезпечити Тоджо необхідну кількість людей на випадок війни. Неохоче, але Маджіма все ж погоджується допомогти Тоджо у критичній ситуації. Паралельно друг Кірію з токійської поліції, детектив Макото Дате (Казухіро Ямаджі) разом з детективом Джиро Каварою (Сусуму Тераджима) дізнаються, що ставшийся раніше вибух в дному офісів Тоджо і викрадення Дайґо та Джина Ґоди здійснила одна й та сама організація — мафія Джинвон. Ця група була корейським злочинним синдикатом, який воював з кланом Тоджо наприкінці 1970-х років, але нібито були знищені у 1980 році. Саяма розповідає Кірію, що приблизно в цей час були вбиті її батьки, і вона підозрює, що вони були членами Джинвон. Дізнавшись місцезнаходження їх укриття, Кірію звільняє Дайґо, але Джина Ґоду на той момент вже переправили в інше місце.
В подальшому розслідуванні стає відомо, що наприкінці 70-х клан Тоджо вів програшну війну проти Джинвон, але завдяки раптовому перелому у бойових діях, все керівництво Джинвон було знищено за одну ніч на Різдво 1980 року. Кірію з Саямою дізнаються, що тоді вціліли щонайменше троє присутніх там корейців. За словами одного вцілілого там, вижили двоє охоронців боса, крім того детектив поліції допоміг дружині боса, Суйон, та її єдиній дитині втекти. Тепер Саяма вважає, що вона була тією дитиною, яка вижила під час різанини. Тим часом Рюджи офіційно проголошує війну Тоджо і повідомляє, що через три дні клан Ґо-Рю нападе на місто.
Дате дізнається, що його начальник у поліції Токіо Ватару Курахаші (Шун Суґата) — один з переживших різанину Джинвон і весь цей час використовував своє становище для приховування діяльності корейської мафії. Курахаші бере в заручники Дате, але Кірію з Саямою, до яких приєднується детектив Кавара перемагають його, хоча Кавара отримує смертельне поранення. Перед смертю детектив Кавара відкриває Саямі правду про її батьків: Суйон дійсно була її матір'ю, але батьком є сам Кавара. Врятувавши Суйон під час різанини, він деякий час переховував вдову вбитого мафіозі, бо інакше її чекала смерть. Вони закохалися і народили спільну дитину, але Джинвон врешті-решт вистежили і вбили Суйон, тому Кавара в секреті віддав маленьку Саяму, щоб врятувати її від корейської мафії.
З'являється інформація, що корейці мають намір підірвати бомби по всьому Камурочо, як тільки клан Ґо-Рю вторгнеться в місто. Наступної ночі Ґо-Рю мобілізуються проти Токіо, і починається справжнє пекло. Маджімі та його людям вдається знешкодити всі бомби, встановлені Джинвон, тоді як Дайґо з решткам сил Тоджо обороняються від людей Рюджи. Після того, як основні сили Ґо-Рю ледве вдається відтіснити назад, сили Тоджо настільки розбиті, що не в змозі відбити наступний штурм. Рюджи викликає Кірію на фінальну битву, щоб вирішити долю Токіо.
Саямі вдається розкрити особистість іншої дитини Суйон, якою виявляється Рюджи Ґода. Саяма не може дозволити Кірію битися зі своїм зведеним братом на смерть і таємно вирішує замість нього зустрітися з Рюджи та спробувати відмовити його від продовження війни. Рюджи шокований, дізнавшись правду про своє походження, але Саяма не в змозі відмовити його від мети. Кірію та Рюджи зіштовхуються у двобої один на один, де обидва отримують важкі поранення. На місце події прибуває загін Джинвон на чолі з ніким іншим, як самим начебто загиблим Юкіо Терадою. Терада розповідає, що він і є останнім вижившим у різанині 1980 року, і що весь цей час він очолював мафію Джинвон. Він інсценував свою смерть від рук Ґо-Рю, щоб спровокувати війну, яка б знищила Тоджо, що стало б помстою Джинвон за вбивство їхніх лідерів 26 років тому.
Бій переривається несподіваним приходом начальника штабу Омі, Рьо Такашими, який весь цей час працював з Терадою, постачаючи йому інформацію про Омі та Тоджо. Користуючись тим, що всі втомлені попередньою серією боїв, Такашима намагається вбити всіх присутніх, щоб взяти під контроль і Омі, і Тоджо. Він смертельно ранить Тераду, котрий помираючи активує останню бомбу, яку він приніс із собою, з таймером, занадто коротким для того, щоб будь-хто з них встиг покинути будівлю. Рюджи вбиває Такашиму, залишаючи на сцені лише важко поранених Рюджи та Кірію, і неушкоджену Саяму.
В епілозі Харука відвідує могилу на кладовищі... але це не могила Кірію. Насправді Терада з самого початку зняв з бомби детонатор, бо підозрював, що Такашима його зрадить, тож бомба у фінальній сцені так і не вибухнула.

## Розробка
Yakuza 2 була анонсована в серпні 2006 року, тоді ж Sega пообіцяли покращену бойову систему та розширення ігрового світу. Вносячи зміни до Yakuza 2, розробники враховували побажання фанатів. Однією з головних цілей при розробці нової гри було покращення бойового рушія. Бої проти кількох супротивників були однією з найважливіших речей, що враховувалися при вдосконаленні рушія. Так, наприклад, стало набагато простіше атакувати ворогів, які наступають на персонажа з різних сторін, а також перемикати цілі посеред бійки, щоб швидко прибрати того, хто міг підкрастися з флангу. Також, враховуючи одну з найбільших скарг від гравців першої частини, у локалізації гри було збережено оригінальну японську озвучку замість американського дубляжу, котрий на той час вже міцно затвердився на постаменті найсміших мемів фандому. Команда також розширила арсенал бойових прийомів Кірію, щоб зробити бої більш захопливими.

### Саундтрек
Дводисковий бокс-сет Ryū ga Gotoku & Ryū ga Gotoku 2 Original Sound Track (HCV-287) був виданий Wave Master в Японії 25 січня 2007 року. Музику написали Хіденорі Шоджі, Хідекі Сакамото, Норіхіко Хібіно і Такахіро Ізутані. Сакамото був великим шанувальником оригінальної гри, тож просто не міг пропустити можливість попрацювати над її сиквелом.

### Маркетинг
Щоб підтримати дороге виробництво гри, в тому числі зробити Камурочо і Сотенборі реалістичними відтвореннями токійського Кабукічо і осакського Дотонборі, Sega уклали контракт на проведення рекламної кампанії з відомими японськими фірмами. В результаті деякі ігрові локації, такі як мережа магазинів Don Quijote, Башта Цутенкаку, найвідоміші кафе і ресторани Дотонборі разом з існуючими в них меню були змодельовані за зразками реальних будівель.
Sega також використовували продакт-плейсмент і впроваджували рекламу в гру. Сюди входить співпраця з Suntory, рекламні банери та продукцію яких часто можна побачити у грі, а торгові автомати з Boss Coffee також стоять по всьому Камурочо і Сотенборі. Оскільки компанія виробляє не тільки місцеві напої, а є дистрибутором і іноземних алкогольних напоїв, усі бренди, що з'являються в барах і пабах, такі як Віскі, бурбон Jack Daniel's або пиво Carlsberg, є справжніми брендами Suntory. 

## Оцінки і відгуки
| Агрегатор  | Оцінка |
| ---------- | ------ |
| Metacritic | 77/100 |

| Видання   | Оцінка |
| --------- | ------ |
| 1Up.com   | B+     |
| Eurogamer | 8/10   |
| Famitsu   | 38/40  |
| GameSpot  | 7,5/10 |
| GameZone  | 8,5/10 |
| IGN       | 8,5/10 |

Yakuza 2 отримала «загалом позитивні» оцінки на агрегаторі рецензій Metacritic, набравши 77 балів.
Загалом рецензенти хвалили геймплей другої частини серії. Так на думку Крістана Ріда з Eurogamer: «Геймплей Yakuza 2 добре збалансований. Тут достатньо різноманітності та інтриги, щоб бійки не здавалися одноманітними. Механіка побий їх усіх, ймовірно, здасться трохи спрощеною для хардкорних фанатів жанру, але тут є приємне поєднання глибини та звичної доступності». З ним погодився Тері Нґуєн з 1Up.com: «Бої залишаються жорстокими та надзвичайно цікавими», хоча і поскаржився на прив'язку гри до застарілої на той момент PlayStation 2, можливості якої значно стримують гру. Каролін Петіт з GameSpot хоч в цілому і залишилась задоволена боями, але посварила гру за невдале використання QTE механік: «часто у вас занадто мало часу, щоб відреагувати».
Маючи відмінні один від одного враження від окремих аспектів гри, всі рецензенти розкритикували дратуючі геймдизайнерські рішення, коли для просування сюжету гравцю необхідно блукати по ігровому світу без жодного уявлення про своє місце призначення. Цитуючи GameSpot: «[...] дратує те, що гра часто не дає чіткого уявлення про те, куди вам потрібно йти далі. Іноді гра ставить на мапі гарну велику точку в пункті призначення, але все частіше в міру проходження вам доводиться просто блукати околицями, поки ви не знайдете потрібну крамницю або потрібну людину, з якою можна поговорити».
Сюжет сиквелу отримав значно стриманішу реакцію публіки на відміну від оригінальної гри. Да думку рецензента 1Up.com: «У той час як оригінальна Yakuza мала сюжет, який можна з повним правом назвати "гарною кримінальною драмою", ця частина пропонує лише посередню історію». Цю думку доповнює рецензент GameSpot: «Історія починається десь у царині дико неправдоподібного і до кінця стає просто абсурдною. Але якщо ви змиритеся з її надмірностями і просто підете назустріч, ви знайдете кримінальну драму, яка буде настільки ж цікавою, наскільки й обурливою». В той же час Сему Бішопу з IGN сюжет Yakuza 2 сподобався: «Це справді фантастична кримінальна драма, яка постійно піднімає теми честі та поваги».